# Endgame (album av Megadeth)
Endgame är det tolfte studioalbumet av den amerikanska thrash metal-gruppen Megadeth, utgivet den 15 september 2009 på Roadrunner Records. På albumet medverkar för första gången bandets nya gitarrist Chris Broderick, som ersatte Glen Drover under 2008. Första singeln från albumet var "Head Crusher" som gavs ut tidigare i juli samma år. Albumet producerades av bandets frontman Dave Mustaine tillsammans med den brittiska producenten Andy Sneap som även ansvarade för Megadeths senaste album United Abominations från 2007.

## Låtlista
Sida ett
1. "Dialectic Chaos (Instrumental)" (Dave Mustaine) – 2:24
2. "This Day We Fight!" (Mustaine) – 3:31
3. "44 Minutes" (Mustaine) – 4:37
4. "1,320" (Mustaine) – 3:51
5. "Bite the Hand" (Mustaine) –	4:01
6. "Bodies" (Mustaine) – 3:34

Sida två
1. "Endgame" (Mustaine) – 5:52
2. "The Hardest Part of Letting Go...Sealed with a Kiss" (Mustaine, Chris Broderick) – 4:42
3. "Head Crusher" (Mustaine, Shawn Drover) – 3:26
4. "How the Story Ends" (Mustaine) – 4:27
5. "The Right to Go Insane" (Mustaine) – 4:20

Bonuslåt på japanska utgåvan:
1. "Washington Is Next!"  (Live) (Mustaine) – 5:20

## Banduppsättning
- Dave Mustaine – sång, gitarr
- Chris Broderick – gitarr, bakgrundssång
- James LoMenzo – bas, bakgrundssång
- Shawn Drover – trummor